# Moldaviens folkräkning 2014
Moldaviens folk- och bostadsräkning 2014 (rumänska: Recensământul populației și al locuințelor din 2014) var en folkräkning som pågick 12–25 maj 2014.
Moldaviens befolkning uppgick till 2 998 235, vid tidpunkten för folkräkningen, 96,8 % bekände sig till den ortodoxa kyrkan, och medelhushållet bestod av 2,9 personer.
Kostnaden för folkräkningen uppgick 89 miljoner MDL, och finansierades av SDC, de rumänska och tjeckiska regeringarna, Unicef, FN:s utvecklingsprogram och Europeiska unionen, med stöd av FN:s befolkningsfond.
Den autonom region Transnistrien ingick inte i folkräkningen. Befolkningen i region uppskattades i början av 2014 till 505 100.